# Championnat d'Europe de courses de camions 2014
Pour les articles homonymes, voir CECC.
Navigation
2013 2015
Le championnat européen de course de camions 2014 est la 30e édition du championnat d'Europe de courses de camions. Il comporte neuf Grands Prix, commence le 24 mai 2014 à Misano en Italie et s'achève le 12 octobre 2014 au Mans en France.
Les Grands Prix de Smolensk et d'Istanbul n'ont pas été retenu, ce dernier aurait dû ouvrir la saison mais a été annulé pour des raisons économiques.
L'équipe MKR Technology de Mario Kress s'est retirée de la compétition à la fin de la saison 2013 d'un commun accord avec Renault Trucks. À la suite de ce retrait, Markus Oestreich quitte le championnat pour courir en championnat d'endurance en Allemagne. Le champion de 2007 et vice-champion de 2008 et 2010, Markus Bösiger le remplace au sein de l'équipe Lutz Sport Bernau et rejoint Antonio Albacete. Norbert Kiss obtient son premier titre avec 18 victoires et devient le premier champion d'Europe hongrois de l'histoire du championnat. Jochen Hahn obtient la deuxième place et Antonio Albacete la troisième. Du côté des équipes La Truck Sport Lutz Bernau team devient championne d'Europe par équipes avec 621 points, Buggyra Racing 1969 à 45 points et La Team Reinert Adventure à 88 points prennet les deuxième et troisième places.

## Grand Prix de la saison 2014
La Fédération internationale de l'automobile publie, le 4 décembre 2013, le calendrier officiel qui comporte 9 Grands Prix
| N° | Date          | Grand Prix                  | Lieu             | Vainqueur Course 1 | Vainqueur Course 2 | Vainqueur Course 3 | Vainqueur Course 4 | Pole Position Course 1 | Pole Position Course 3 |
| -- | ------------- | --------------------------- | ---------------- | ------------------ | ------------------ | ------------------ | ------------------ | ---------------------- | ---------------------- |
| 1  | 24.05 – 25.05 | Grand Prix de Misano        | Misano Adriatico | Jochen Hahn        | Norbert Kiss       | Norbert Kiss       | David Vršecký      | Norbert Kiss           | Norbert Kiss           |
| 2  | 07.06 – 08.06 | Grand Prix de Navarra       | Los Arcos        | Antonio Albacete   | David Vršecký      | Antonio Albacete   | Jochen Hahn        | Antonio Albacete       | Antonio Albacete       |
| 3  | 21.06 – 22.06 | Grand Prix de Nogaro        | Nogaro           | Antonio Albacete   | Adam Lacko (en)    | Jochen Hahn        | Markus Bösiger     | Norbert Kiss           | Jochen Hahn            |
| 4  | 05.07 – 06.07 | Grand Prix du Red Bull Ring | Spielberg        | Norbert Kiss       | David Vršecký      | Jochen Hahn        | Adam Lacko (en)    | Norbert Kiss           | Jochen Hahn            |
| 5  | 27.06 – 28.06 | Grand Prix du Nürburgring   | Nürburg          | Antonio Albacete   | Markus Bösiger     | Jochen Hahn        | Adam Lacko (en)    | Antonio Albacete       | Norbert Kiss           |
| 6  | 29.08 – 30.08 | Grand Prix de Most          | Most             | Norbert Kiss       | Adam Lacko (en)    | David Vršecký      | Antonio Albacete   | Norbert Kiss           | Adam Lacko (en)        |
| 8  | 19.09 – 20.09 | Grand Prix de Zolder        | Zolder           | Jochen Hahn        | Markus Bösiger     | Norbert Kiss       | Adam Lacko (en)    | Jochen Hahn            | Antonio Albacete       |
| 9  | 03.10 – 04.10 | Grand Prix de Jarama        | Jarama           | Norbert Kiss       | Adam Lacko (en)    | Norbert Kiss       | Markus Bösiger     | Norbert Kiss           | Norbert Kiss           |
| 10 | 10.10 – 11.10 | Grand Prix du Mans          | Le Mans          | Norbert Kiss       | Adam Lacko (en)    | Norbert Kiss       | Adam Lacko (en)    | Norbert Kiss           | Norbert Kiss           |